# Google Play图书
Google Play圖書（英語：Google Play Books），以前稱為Google電子書（Google eBooks），是Google提供的電子書數位分發服務。用戶可以從Google Play購買和下載電子書，該服務提供超過500萬本電子書，Google聲稱它是全球最大的電子書商店。用戶還可以向他們的Google Play圖書帳戶雲端存儲中上傳多達1000個PDF或EPUB格式的電子書，並在多個設備之間同步。但不支持上傳受到Google Play圖書 數字版權管理（DRM）保護的電子書。而使用Google Play圖書需要Google帳戶。
與亞馬遜公司Kindle Store和Apple的iBooks不同，用於從Google Play圖書購買的受保護項目的DRM系統基於Adobe的開放平台DRM系統。這樣，用戶可以通過EPUB和PDF格式從Google Play圖書下載受DRM保護的圖書，這些圖書可以傳輸到支持Adobe Content Server 4 DRM的電子閱讀器和應用程序上閱讀。支持的電子閱讀器包括Nook和Sony Reader。受DRM保護的電子書不能轉移到Amazon Kindles或Apple iBook，因為它們不支持Adobe的DRM。將受DRM保護的圖書傳送到電子閱讀器需要在計算機上安裝Adobe Digital Editions軟件。通過Google Play提供圖書的作者可以選擇不啟用DRM保護，在這種情況下，下載的電子書可以免費轉移到其他平台，包括Kindle和iBooks。
也可以在啟用JavaScript的任何Web瀏覽器上在線閱讀圖書。您可以通過與原始Google電子書店同時宣布的Android和iOS設備的官方移動應用，離線閱讀書籍，並通過Chrome網上應用店提供的基於HTML 5的網絡應用在桌面設備的Google Chrome瀏覽器上顯示。在雲端持有購買的圖書理論上允許Google以各種格式向用戶提供圖書，包括在購買時可能不會提供的新格式。
2011年5月23日，Google在其官方博客上宣布，Google電子書與當時超過7,000個發布商合作，iOS，Android和Chrome的移動應用已下載量超過250萬次。在美國有超過300萬的免費電子書。
發布商和作者可以通過Play圖書合作夥伴中心 （页面存档备份，存于）將圖書提交給Google，但目前不允許新的註冊。除了能夠從Google Play購買電子書之外，客戶還可以通過Google圖書預覽這些圖書，發布商可以設置可供預覽的圖書的百分比。目前在65個國家/地區的Google Play提供購買電子書的服務。

## 歷史
Google Play圖書的歷史可以追溯到Google提供的Google電子書服務，然後Google Play品牌才能開始使用。Google電子書店於2010年12月6日在美國推出，成為全球最大的電子書店，擁有300多萬本書籍。在推出時，該服務已與超過5,000個出版商合作，在美國提供超過200萬的免費電子書。Google電子書的國際版本於2011年初開始推出。Google電子書經過多個月的推測後推出。該服務的代碼為Google Editions，該版本被廣泛認為將啟動該服務。Google圖書總監丹·克蘭西曾在2009年7月的一次採訪中談到Google打算為印刷圖書開設電子書店的願景。TechHive報導說，該服務將於2010年上半年推出，後來引用了一名Google員工的聲明，會在該年6月或7月發布。
該商店由丹·克蘭西領導，他也負責指導Google圖書。Clancy說，Google Editions會讓發布商為其圖書設置價格，並接受「代理商」模式，因為發布商被視為賣方，而在線供應商作為「代理」。Clancy還強調，Google的電子書在任何設備上都可閱讀以表明平台的開放性質。它還將使電子書可供書店出售，將「絕大多數」的收入提供給書商。當時已經數位化了1200萬本有形圖書，包括列印出來的圖書，Google提供了比亞馬遜和蘋果更多的選擇。博客指出，Google eBookstore上的公共領域書目的質量比競爭對手的電子書店低。Google在公共領域書目的一個有趣的現象是，用戶可以查看掃描的原始書頁：像是原始的排版、頁面編號、甚至包含圖書館的戳章和標籤。
個人化閱讀功能包括選擇字體，字體大小，行間距和日/夜閱讀模式，以及在使用多個裝置間能夠存取閱讀位置的能力。對於Google 電子書店的使用體驗的評論不一。雖然它被稱讚為消費者打造基於雲端的「無縫」訪問、購買電子書體驗，但Salon.com指出，電子書店的搜索不易使它與Google圖書的整合變得有點尷尬。搜索結果甚至包括所有簡單提及搜索關鍵字的出版物。沙龍還指出，Google電子書店糟糕的用戶界面與iBooks商店一樣糟糕，而且似乎是由對圖書貿易一無所知的人所設計的。
2011年6月16日，Google推出了針對電子書的聯屬網絡營銷計劃，允許網站通過將銷售信息發佈到Google電子書店來獲取佣金。Google電子書已在Google Affiliate Network上列出。
2012年2月，Google從Google Affiliate Network中移除了Google電子書，並移除了大多數較小的聯屬網絡營銷商，並改為透過邀請接受新的關聯企業。
2012年3月6日，Google推出了新的數位分發平台Google Play，Google電子書店成為其中的一部分。
2012年4月，Google宣布其零售商合作夥伴計劃將於2013年1月31日停止。
2013年7月左右，Google停止支持Google Play上銷售的各種電子書文件格式（包括DOC，XML，HTML，MOBI和PDB），主要專注於EPUB格式。數字閱讀器指出，這項政策變化是Google的“範式轉變”。
2015年5月18日，Google宣布將為Google Play圖書使用名為Literata的新定製字體。
自2015年5月起，Google不接受其圖書合作夥伴中心 （页面存档备份，存于）的新註冊，以允許他們改善其內容管理功能和用戶體驗。截至2016年8月，它仍然關閉合作夥伴的註冊頁面。但當前的合作夥伴仍可以完全訪問該服務。不过随后便又开放允许新的注册。
2015年6月，Google Play顯示「Play圖書」應用程式已下載超過10億次。

## 經銷商計劃
Google與獨立書店建立了合作關係，使他們能夠在自己的網站上銷售Google電子書，以減少銷售額。書店合作夥伴包括Powell，Alibris和美國書商協會的參與成員。該服務試圖將獨立零售商帶入數位零售，提供一個交鑰匙服務，讓客戶在當地的書店註冊，通過他們購買Google電子書，書店在每個書冊上收取費用。然而，本地商店需要提供自己的營銷和促銷支持，即使許多商店根本沒有資源這樣做。書商們由於缺少來自Google的促銷支持和幾乎普遍的消費者對該計劃的無知而困擾，因此，合作模式並未出現非常成功，至少對Google而言。
在2011年5月23日的一篇博文中，Google宣布它擁有超過250個獨立的圖書合作夥伴，而在發佈時只有超過100個。
2012年4月，Google決定撤銷轉銷商計劃，並認為“很明顯轉銷商計劃未能滿足許多讀者或書商的需求。谷歌還表示，該計劃「沒有獲得我們希望它的牽引力，」即使該公司在美國的電子書市場份額仍然很小。零售商可能會賣出谷歌的電子書，直到2013年1月31日。這一舉動是一個巨大的打擊小書店尋求與亞馬遜和Barnes＆Noble在快速增長的電子書市場競爭，並吸引了業界的嚴厲批評。在給成員的信中，美國書商協會表示，對谷歌的決定感到「非常失望」，同時注意到這種變化對於書商來說可能是「令人不安和破壞性的」。「作為一個龐大的跨國公司，Google的利益遠遠超出獨立書店，整個世界，有時，它缺乏對我們行業的許多基本原則的了解。」

## 聯盟計劃
2011年6月，Google推出了Google電子書的聯屬網絡營銷計劃，網站所有者可以通過將銷售推介到Google電子書店來獲得佣金。Google以前曾在Goodreads的2010年12月對該計劃進行了有限測試。該計劃自2011年6月16日開始面向美國的博主，作者，出版商，零售商和其他網站所有者。成為聯盟會員需經過一個三步驟的過程：用戶必須首先註冊Google AdSense帳戶並獲得批准，然後加入Google Affiliate Network並獲得批准，再註冊成為電子書的關聯企業。網站所有者可以獲得6％到10％的佣金，取決於每個月的銷售量。
2012年2月24日，Google宣布決定縮小聯屬網絡營銷計劃，將其變為私人計劃，並刪除大多數關聯公司。Google電子書將不再在Google Affiliate Network上列為廣告客戶。該公司在公告前兩個多星期停止接受成為聯盟的申請。 那些脫離計劃的人收到了銷售佣金，直到2012年3月15日。谷歌表示，它將繼續添加關聯公司，僅基於邀請的性質上。
在可能的情況下，Google還通知獨立書商他們的聯盟狀態將過期，但後來澄清說，它不打算從聯屬計劃中刪除獨立的書商，並表示說它是「恢復那些被錯誤通知 」。

## 功能
2013年5月15日，Google Play圖書開始允許用戶通過Play圖書網絡客戶端上傳PDF和EPUB文件。用戶可以在雲上免費存儲最多1,000個文件，只要它們在100 MB以下。不支持在上傳的文檔中進行搜索。書籤和閱讀位置會在與用戶帳戶相關聯的所有Google Play圖書應用中同步。2013年12月11日，上傳文件的功能已擴展到Android和iOS平台。無法從應用程式中上傳檔案; 用戶必須從文件管理器應用程序或其他應用程序（如郵件或下載）打開文件，並選擇“上傳到Play圖書”作為開放式應用程序。2013年12月19日，Google暫時停止在Android上上傳PDF文件的功能，並聲明這是一項實驗性功能，很快就會恢復。該功能已於2014年1月29日通過更新恢復。但是，用戶首先需要在設置中啟用PDF上傳。
Android和iOS上的Google Play圖書具有三個閱讀主題：
- 日：在白色背景上的黑色文本
- 夜：黑色背景上的白色文本
- 棕褐色：淺黃色背景上的棕褐色（紅棕色）文字。Sepia模式分別在2012年9月於Android推出[40]，而iOS是在2013年8月。[41]

Sample of Literata typeface used for Google Play Books

其他閱讀選項包括在多種字體（包括Sans，Serif，Merriweather，Sorts Mill Goudy和Vollkorn）之間進行選擇以及調整文本大小，行間距和對齊方式。屏幕亮度可以在應用程序內調整，或設置為“自動”模式，這利用了系統亮度。用戶可以添加筆記，突出顯示文本和創建書籤。除書籤和調整亮度外，這些功能不適用於用戶上傳的PDF書籍。電子書中的註釋和亮點只能通過網絡閱讀器或移動應用訪問，而不能通過電子閱讀器訪問。他們也可以在Chrome應用程式中存取，但不能在離線時使用。
在Android和iOS上，Play圖書提供3D翻頁效果，但用戶可以選擇切換到2D滑動翻頁動畫。它還允許用戶使用音量鍵翻頁。Play圖書網絡客戶端僅支持2D翻頁動畫.
Play圖書可以在發布商允許的情況下使用設備的文字轉語音引擎或Google文字轉語音朗讀書籍文字。使用Google文字轉語音朗讀需要互聯網連接。通過與Google翻譯集成，支持翻譯圖書文字。
選擇字詞後，Play圖書會顯示包含字詞的字典定義的信息卡片。對於沒有字典定義的單詞，可以顯示Web定義。如果所選詞是地理位置的名稱，則還可以顯示Google地圖快照。
用戶的Google Play圖書庫中的所有項目都屬於Google圖書庫，並在Google Play上的「我的圖書」（以前稱為「我的Google電子書」，在Google Play品牌推出生效前）的書架中顯示。因此，Google Play圖書庫是Google圖書庫的一部分。
在Android上，首頁（立即閱讀）會顯示最近打開的書籍，以及朋友推薦的書籍和推薦項目。「我的圖書館」部分顯示分為三個類別的所有圖書：「購買的書籍」、「試閱書籍」和「上傳的內容」。圖書可以「保存在設備上」用於離線閱讀。
2014年10月30日，Google發布了Android版Google Play圖書更新，增加了許多功能，旨在改善長篇小說圖書的用戶體驗。這些包括「Skim」模式：使可以用戶輕鬆瀏覽頁面，而不必無休止地翻閱每個頁面。
在2015年12月15日，應用程序更新為包括一個名為「夜燈」的功能，它逐漸過濾屏幕上的藍色光，以減輕眼睛疲勞。

## Google Play商店上的圖書
Google Play圖書是Google Play商店旗下的電子書商店。超過500萬本圖書可供購買或免費下載。特定的書籍如教科書也提供出租服務，租賃期在付款完成後立即開始。Google Play還允許用戶在電子書發布之前可以在Google Play上預訂。在電子書可供閱讀之前，客戶不會被收取費用。然而並非所有的電子書都可以預訂。

### 檔案格式
最初，Google曾經允許發布商和作者以多種格式上傳圖書，包括DOC，PDF，PDB，MOBI，EPUB和HTML。但是在2013年7月，除了PDF和EPUB以外的所有這些格式的支持被刪除。目前，Google接受EPUB 2.0.1版和3.0版。當EPUB格式不可用時，接受基於文本和基於圖像的PDF，首選項是具有文本圖層的PDF。
對於在電子閱讀器或第三方應用上閱讀，電子書可以以EPUB（“流動文本”）或PDF（“掃描頁面”）格式下載。EPUB的優點是超過PDF，它允許書的文本自動調整或“回流”到不同的屏幕尺寸。只有PDF版本的圖書可能難以在較小的屏幕上閱讀。

### 可用性

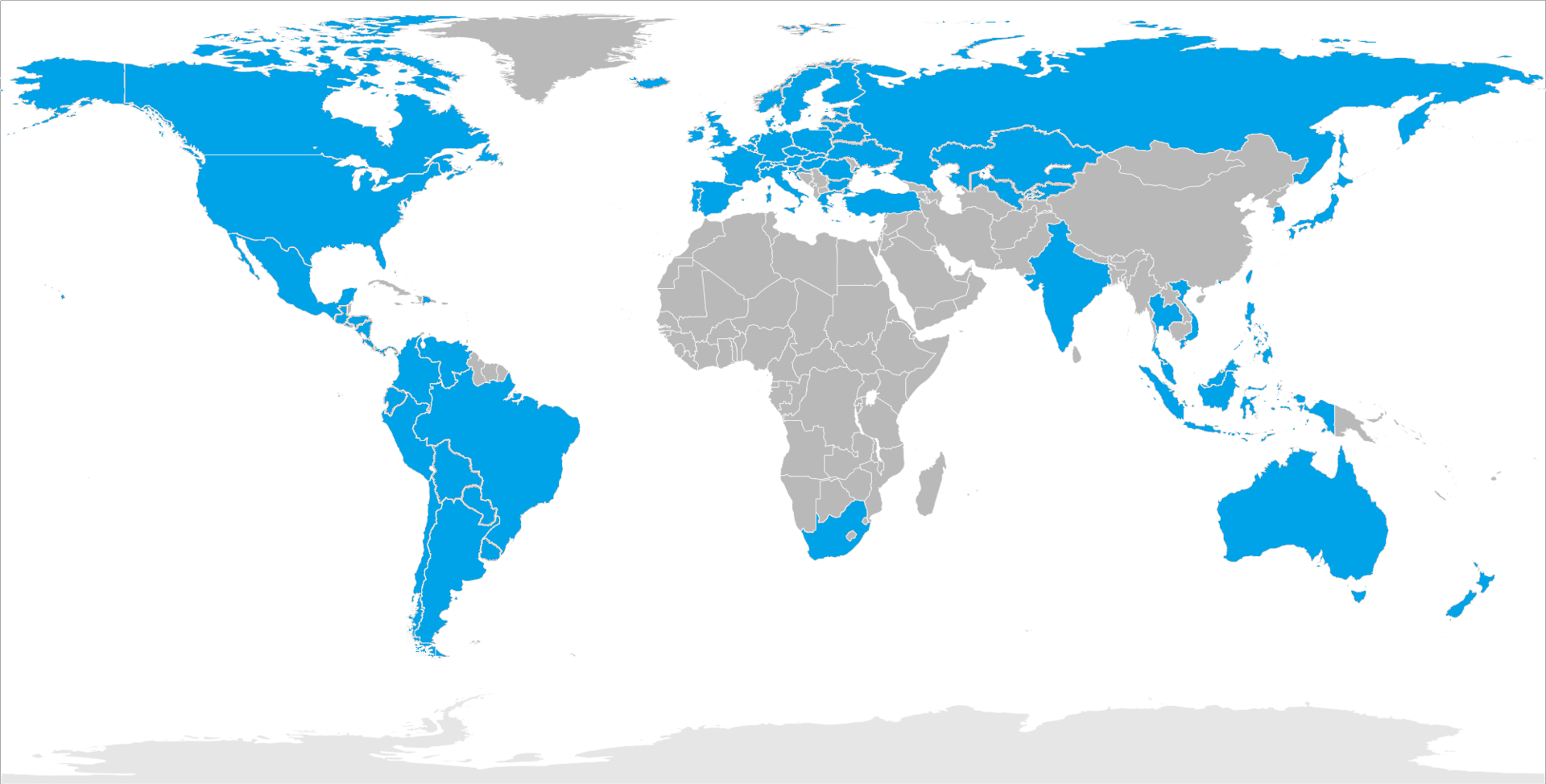
可在Google Play購買電子書的國家/地區被標記為藍底。

目前在以下國家/地區支持從Google Play購買圖書：阿根廷、澳大利亞、奧地利、白俄羅斯、比利時、玻利維亞、巴西、加拿大、智利、哥倫比亞、哥斯達黎加、捷克共和國、丹麥、多米尼加共和國、厄瓜多爾、薩爾瓦多、愛沙尼亞、希臘、危地馬拉、洪都拉斯、香港、匈牙利、印度、印度尼西亞、愛爾蘭、意大利、日本、哈薩克斯坦、吉爾吉斯斯坦、拉脫維亞、立陶宛、盧森堡、馬來西亞、墨西哥、荷蘭、新西蘭、尼加拉瓜、挪威、巴拿馬、巴拉圭、秘魯、菲律賓、波蘭、葡萄牙、羅馬尼亞、俄羅斯、新加坡、南非、韓國、西班牙、瑞典、瑞士、台灣、泰國、土耳其、烏克蘭、阿拉伯聯合酋長國、烏拉圭、烏茲別克斯坦、委內瑞拉和越南。

## 資料來源
1. ↑  . play.google.com.   [2021-12-22]. （原始内容存档于2022-03-20） （中文）.
2. ↑  . App Store. Apple Inc.  [2021-12-22]. （原始内容存档于2018-12-16）.
3. ↑  . Google Play Help. Google.   [6 May 2015]. （原始内容存档于2019-06-09）.
4. ↑  . Changing Hands bookstore.   [11 November 2014]. （原始内容存档于2014-11-11）.
5. ↑  . Adobe. 6 December 2010  [2016年12月3日]. （原始内容存档于2014年10月18日）.
6. ↑  . Google Play Help. Google.   [12 November 2014]. （原始内容存档于2019-06-07）.
7. ↑  . Google Play Books Partner Program Help. Google.   [6 May 2015]. （原始内容存档于2020-09-25）.
8. ↑  . Google Play Help. Google.   [12 November 2014]. （原始内容存档于2014-12-24）.
9. 1 2 3  . Official Google Blog. Google. 6 December 2010  [2016-12-03]. （原始内容存档于2016-03-12）.
10. ↑  . Google Play Help. Google.   [5 June 2014]. （原始内容存档于2014-06-07）.
11. 1 2  Juan Carlos Perez. . PC World. 23 May 2011  [2016-12-03]. （原始内容存档于2017-07-06）.
12. ↑  . Google.   [12 November 2014]. （原始内容存档于2020-08-05）.
13. ↑  Stephanie Chandler. . Authority Publishing. January 11, 2011  [2016-12-03]. （原始内容存档于2014-11-24）.
14. ↑  Andrew Albanese. . Publishers Weekly. 6 December 2010  [2016-12-03]. （原始内容存档于2017-07-11）.
15. ↑  . Littlefish managed IT services. 6 December 2010  [2016年12月3日]. （原始内容存档于2014年11月12日）.
16. ↑  Frederic Lardinois. . Readwrite. 31 July 2009  [2016-12-03]. （原始内容存档于2018-07-11）.
17. ↑  Ian Paul, PCWorld. . TechHive. 16 October 2009  [2016-12-03]. （原始内容存档于2015-09-24）.
18. ↑  Jared Newman. . TechHive. 4 May 2010  [2016-12-03]. （原始内容存档于2015-09-24）.
19. 1 2  Ken Auletta. . The New Yorker. 26 April 2010  [2016-12-03]. （原始内容存档于2021-01-25）.
20. 1 2  Laura Miller. . Salon. 8 December 2010  [2016-12-03]. （原始内容存档于2017-06-25）.
21. ↑  Nate Hoffelder. . The Digital Reader. 2 July 2013  [2016-12-03]. （原始内容存档于2016-12-03）.
22. ↑  Google Play on Twitter: "Introducing Google Play Books' new font, Literata. Perfect for long reads on all devices." （页面存档备份，存于）. 18 May 2015
23. ↑  Google response to user query （页面存档备份，存于）. 21 May 2015
24. ↑  Google Play Books Reaches a Billion Installs – Are Your eBooks Available There? （页面存档备份，存于）. Retrieved 9 June 2015
25. ↑  Calvin Reid. . Publishers Weekly. 6 April 2012  [2016-12-03]. （原始内容存档于2019-06-23）.
26. ↑  . Google Books Search Blog. 23 May 2011  [2016-12-03]. （原始内容存档于2015-01-18）.
27. ↑  Laura Hazard Owen. . GigaOm. 5 April 2012  [2016-12-03]. （原始内容存档于2016-12-23）.
28. ↑  . Google Books Search Blog. 16 June 2011  [2016-12-03]. （原始内容存档于2015-01-18）.
29. ↑  . GigaOm. 16 June 2011  [2016-12-03]. （原始内容存档于2017-01-06）.
30. ↑  Mark Muller. . Bright Hub. 4 August 2011  [2016-12-03]. （原始内容存档于2019-06-18）.
31. ↑  Laura Hazard Owen. . GigaOm. 24 February 2012  [2016-12-03]. （原始内容存档于2020-09-30）.
32. ↑  Judith Rosen. . Publishers Weekly. 22 February 2012  [2016-12-03]. （原始内容存档于2017-01-10）.
33. 1 2  Nate Hoffelder. . The Digital Reader. 24 February 2012  [2016-12-03]. （原始内容存档于2020-11-28）.
34. ↑  Judith Rosen. . Publishers Weekly. 23 February 2012  [2016-12-03]. （原始内容存档于2017-01-10）.
35. ↑  . The Verge. 2013-05-15  [2013-05-16]. （原始内容存档于2021-01-05）.
36. ↑  .   [6 March 2014]. （原始内容存档于2014-03-10）.
37. ↑  David Beren. . 9to5 Google. 11 December 2013  [2016-12-03]. （原始内容存档于2015-01-10）.
38. ↑  Shawn De Cesari. . Android Police. 19 December 2013  [2016-12-03]. （原始内容存档于2020-11-29）.
39. ↑  Liam Spradlin. . Android Police. 29 January 2014  [2016-12-03]. （原始内容存档于2020-09-27）.
40. 1 2 3  . Official Android Blog. Google. 24 September 2012  [2016-12-03]. （原始内容存档于2016-03-05）.
41. ↑  Aldrin Calimlin. . App Advise. 8 August 2013  [2016-12-03]. （原始内容存档于2015-04-03）.
42. ↑  . Google Play Help. Google.   [11 January 2015]. （原始内容存档于2016-04-27）.
43. 1 2 3  Justin Dennis. . Make Use Of. 21 May 2014  [2016-12-03]. （原始内容存档于2020-08-11）.
44. ↑  Nathan Ingraham. . The Verge. 30 October 2014  [2016-12-03]. （原始内容存档于2020-11-12）.
45. ↑  Hartrell, Greg. . Official Android Blog. Google. December 15, 2015  [March 24, 2016]. （原始内容存档于2016-04-17）.
46. ↑  Ruddock, David. . Android Police. December 15, 2015  [March 24, 2016]. （原始内容存档于2020-11-08）.
47. ↑  . Google Play Help. Google.   [7 January 2015]. （原始内容存档于2016-10-05）.
48. ↑  . Google Play Help. Google.   [7 January 2015]. （原始内容存档于2015-04-08）.
49. ↑  . Google.   [7 January 2015]. （原始内容存档于2020-10-31）.
50. ↑  . Google Play Help. Google.   [7 January 2015]. （原始内容存档于2016-12-03）.
51. ↑  . Google.   [11 January 2015]. （原始内容存档于2021-01-11）.